# Ryssby socken, Kronobergs län
Ryssby socken i Småland ingick i Sunnerbo härad i Finnveden, ingår sedan 1971 i Ljungby kommun och motsvarar från 2016 Ryssby distrikt i Kronobergs län. Ryssby socken ligger i den östra delen av Sunnerbo härad, och utgör gränssocken mot Värend i öster.
Socknens areal är 176,3 kvadratkilometer, varav land 159,83. År 2000 fanns här 1 438 invånare. Tätorten Ryssby med sockenkyrkan Ryssby kyrka ligger i socknen.

## Administrativ historik
Ryssby socken har medeltida ursprung.
Vid kommunreformen 1862 övergick socknens ansvar för de kyrkliga frågorna till Ryssby församling och för de borgerliga frågorna till Ryssby landskommun. Landskommunen utökades 1952 innan den 1971 uppgick i Ljungby kommun.
1 januari 2016 inrättades distriktet Ryssby, med samma omfattning som församlingen hade 1999/2000.  
Socknen har tillhört samma fögderier och domsagor som Sunnerbo härad. De indelta soldaterna tillhörde Kronobergs regemente, Norra Sunnerbo kompani och Smålands grenadjärkår, Sunnerbo kompani.

## Geografi
Ryssby socken ligger kring Helge ås källsjöar Ryssbysjön och Stensjön och i östra sockengränsen ligger sjön Tjurken. Området har långt fram i tiden varit förhållandevis glest befolkat. Socknen består av odlingsbygder närmast sjöarna och därutanför jämn skogsbygd med relativt blockig morän, rik på mossar.

## Fornminnen

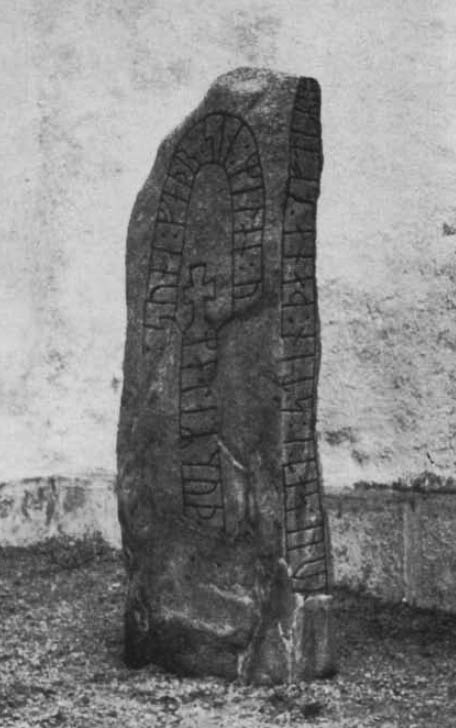
Ryssbystenen 1964 uttagen ur kyrkoväggen

Tio hällkistor från stenåldern finns här liksom åtta järnåldersgravfält, vilket indikerar att en fast bebyggelse under denna period finns i Ryssby socken. Gravfälten i Ryssby är höggravfält och ligger koncentrerade till fyra byar, Borsna och Mårarp i socknens norra del, kyrkbyn Ryssby vid norra delen av Ryssbysjön, samt till byn Tuna, grannbyn till Ryssby. Flest gravfält finns i Tuna by, fyra stycken med sammanlagt ca 90 högar. Gravfälten ligger i två grupper och ursprungligen har de sannolikt varit två större gravfält. Offerkällor finns vid kyrkan och Myreboda. Två runristningar har återfunnits, Ryssbystenen inmurad i kyrkan och en vid Tuna, Tunastenen.

## Namnet
Namnet (1306 Ryzby), taget från kyrkbyn, har ett förled ryd, röjning och efterled by.

### Fotnoter
1. 1 2 3  Svensk Uppslagsbok andra upplagan 1947–1955: Ryssby socken
2. 1 2  Harlén, Hans; Harlén Eivy (2003). Sverige från A till Ö: geografisk-historisk uppslagsbok. Stockholm: Kommentus. Libris 9337075. ISBN 91-7345-139-8
3. ↑  Administrativ historik för Ryssby socken (Klicka på församlingsposten). Källa: Nationella arkivdatabasen, Riksarkivet.
4. 1 2  Sjögren, Otto (1931). Sverige geografisk beskrivning del 2 Östergötlands, Jönköpings, Kronobergs, Kalmar och Gotlands län. Stockholm: Wahlström & Widstrand. Libris 9939
5. 1 2 3  Nationalencyklopedin
6. 1 2  Martin Hansson, Agundaborg och Källarholmen -
två medeltida ”borgar” i Småland, University of Lund, INSTITUTE OF ARCHAEOLOGY, REPORT SERIES No. 68, LUND 1999, ISBN 91-973734-1-9
7. ↑  Fornlämningar, Statens historiska museum: Ryssby socken, Kronobergs län
8. ↑  Fornminnesregistret, Riksantikvarieämbetet: Ryssby socken, Kronobergs län Fornminnen i socknen erhålls på kartan genom att skriva in sockennamn (utan "socken") i "Ange geografiskt område"